# Province de Las Villas
Pour les articles homonymes, voir Las Villas.

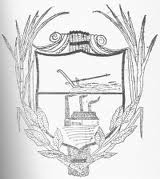
Blason de la province de Santa Clara en 1907

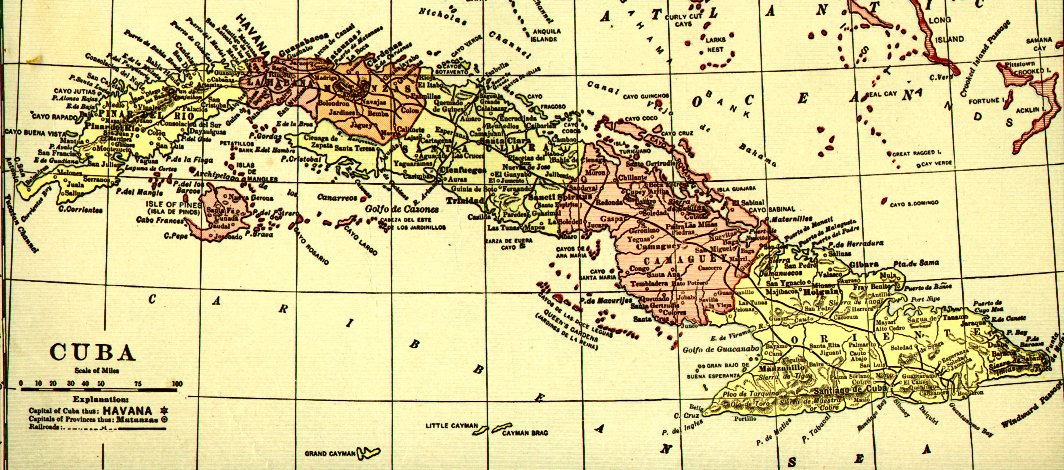
Provinces de Cuba en 1910

La province de Las Villas (espagnol : Provincia de Las Villas), également appelé province de Santa Clara (espagnol : Provincia de Santa Clara) avant 1940 est une ancienne province, située au centre de Cuba. Elle a correspondu, de 1689, jusqu'à 1976 aux actuels territoires des actuelles provinces de Villa Clara, Cienfuegos et Sancti Spíritus.

## Personnalités de la province
- Osvaldo Dorticós Torrado (17 avril 1919 — 23 juin 1983), né à Cienfuegos, président de Cuba de 1959 à 1976.